# Steve Morison
Steven William Morison (Londra, 29 agosto 1983) è un allenatore di calcio ed ex calciatore gallese con cittadinanza inglese, di ruolo attaccante, tecnico del Sutton Utd.

## Statistiche

### Presenze e reti nei club
| Stagione                 | Squadra                  | Campionato               | Campionato | Campionato | Coppe nazionali | Coppe nazionali | Coppe nazionali | Coppe continentali | Coppe continentali | Coppe continentali | Altre coppe | Altre coppe | Altre coppe | Totale | Totale |
| Stagione                 | Squadra                  | Comp                     | Pres       | Reti       | Comp            | Pres            | Reti            | Comp               | Pres               | Reti               | Comp        | Pres        | Reti        | Pres   | Reti   |
| ------------------------ | ------------------------ | ------------------------ | ---------- | ---------- | --------------- | --------------- | --------------- | ------------------ | ------------------ | ------------------ | ----------- | ----------- | ----------- | ------ | ------ |
| 2006-2007                | Stevenage Borough        | CP                       | 43         | 24         | FACup           | 2               | 2               | -                  | -                  | -                  | FAT         | 8           | 8           | 53     | 34     |
| 2007-2008                | Stevenage Borough        | CP                       | 43         | 22         | FACup           | 3               | 0               | -                  | -                  | -                  | FAT         | 1           | 0           | 47     | 22     |
| 2008-2009                | Stevenage Borough        | CP                       | 41         | 22         | FACup           | 3               | 1               | -                  | -                  | -                  | FAT         | 7           | 7           | 51     | 30     |
| Totale Stevenage Borough | Totale Stevenage Borough | Totale Stevenage Borough | 127        | 68         |                 | 8               | 3               |                    | -                  | -                  |             | 16          | 15          | 151    | 86     |
| 2009-2010                | Millwall                 | FL1                      | 43+3       | 20+1       | FACup+CdL       | 5+1             | 2+0             | -                  | -                  | -                  | FLT         | -           | -           | 52     | 23     |
| 2010-2011                | Millwall                 | FLC                      | 40         | 15         | FACup+CdL       | 1+2             | 0+2             | -                  | -                  | -                  | -           | -           | -           | 43     | 17     |
| 2011-2012                | Norwich City             | PL                       | 34         | 9          | FACup+CdL       | 2+1             | 1+0             | -                  | -                  | -                  | -           | -           | -           | 37     | 10     |
| 2012-gen. 2013           | Norwich City             | PL                       | 19         | 1          | FACup+CdL       | 0+3             | 1               | -                  | -                  | -                  | -           | -           | -           | 22     | 2      |
| Totale Norwich City      | Totale Norwich City      | Totale Norwich City      | 53         | 10         |                 | 6               | 2               |                    | -                  | -                  |             | -           | -           | 59     | 12     |
| gen.-giu. 2013           | Leeds Utd                | FLC                      | 15         | 3          | FACup+CdL       | 1+0             | 0               | -                  | -                  | -                  | -           | -           | -           | 16     | 3      |
| 2013-2014                | Millwall                 | FLC                      | 41         | 8          | FACup+CdL       | 1+0             | 0               | -                  | -                  | -                  | -           | -           | -           | 42     | 8      |
| 2014-2015                | Leeds Utd                | FLC                      | 26         | 2          | FACup+CdL       | 0+0             | 0               | -                  | -                  | -                  | -           | -           | -           | 26     | 1      |
| Totale Leeds             | Totale Leeds             | Totale Leeds             | 41         | 5          |                 | 1               | 0               |                    | -                  | -                  |             | -           | -           | 42     | 5      |
| 2015-2016                | Millwall                 | FL1                      | 46+3       | 15+1       | FACup+CdL       | 2+1             | 1+1             | -                  | -                  | -                  | FLT         | 5           | 1           | 57     | 19     |
| 2016-2017                | Millwall                 | FL1                      | 38+3       | 11+3       | FACup+CdL       | 5+2             | 2+1             | -                  | -                  | -                  | FLT         | 2           | 2           | 50     | 19     |
| 2017-2018                | Millwall                 | FLC                      | 44         | 5          | FACup+CdL       | 3+1             | 0               | -                  | -                  | -                  | -           | -           | -           | 48     | 5      |
| 2018-2019                | Millwall                 | FLC                      | 41         | 1          | FACup+CdL       | 3+0             | 0               | -                  | -                  | -                  | -           | -           | -           | 44     | 1      |
| Totale Millwall          | Totale Millwall          | Totale Millwall          | 293+9      | 75+5       |                 | 27              | 9               |                    | -                  | -                  |             | 7           | 3           | 336    | 92     |
| 2019-2020                | Shrewsbury Town          | FL1                      | 7          | 0          | FACup+CdL       | 0+1             | 0               | -                  | -                  | -                  | FLT         | 1           | 0           | 9      | 0      |
| Totale carriera          | Totale carriera          | Totale carriera          | -          | -          |                 | -               | -               |                    | -                  | -                  |             | -           | -           | -      | -      |

### Cronologia presenze e reti in nazionale
| Cronologia completa delle presenze e delle reti in nazionale ― Galles | Cronologia completa delle presenze e delle reti in nazionale ― Galles | Cronologia completa delle presenze e delle reti in nazionale ― Galles | Cronologia completa delle presenze e delle reti in nazionale ― Galles | Cronologia completa delle presenze e delle reti in nazionale ― Galles | Cronologia completa delle presenze e delle reti in nazionale ― Galles | Cronologia completa delle presenze e delle reti in nazionale ― Galles | Cronologia completa delle presenze e delle reti in nazionale ― Galles |
| Data                                                                  | Città                                                                 | In casa                                                               | Risultato                                                             | Ospiti                                                                | Competizione                                                          | Reti                                                                  | Note                                                                  |
| --------------------------------------------------------------------- | --------------------------------------------------------------------- | --------------------------------------------------------------------- | --------------------------------------------------------------------- | --------------------------------------------------------------------- | --------------------------------------------------------------------- | --------------------------------------------------------------------- | --------------------------------------------------------------------- |
| 11-8-2010                                                             | Llanelli                                                              | Galles                                                                | 5 – 1                                                                 | Lussemburgo                                                           | Amichevole                                                            | -                                                                     |                                                                       |
| 3-9-2010                                                              | Podgorica                                                             | Montenegro                                                            | 1 – 0                                                                 | Galles                                                                | Qual. Euro 2012                                                       | -                                                                     | 45’ 78’                                                               |
| 8-10-2010                                                             | Cardiff                                                               | Galles                                                                | 0 – 1                                                                 | Bulgaria                                                              | Qual. Euro 2012                                                       | -                                                                     | 82’                                                                   |
| 12-10-2010                                                            | Basilea                                                               | Svizzera                                                              | 4 – 1                                                                 | Galles                                                                | Qual. Euro 2012                                                       | -                                                                     | 76’                                                                   |
| 26-3-2011                                                             | Cardiff                                                               | Galles                                                                | 0 – 2                                                                 | Inghilterra                                                           | Qual. Euro 2012                                                       | -                                                                     | 65’                                                                   |
| 25-5-2011                                                             | Dublino                                                               | Galles                                                                | 1 – 3                                                                 | Scozia                                                                | Amichevole                                                            | -                                                                     | 72’                                                                   |
| 27-5-2011                                                             | Dublino                                                               | Galles                                                                | 2 – 0                                                                 | Irlanda del Nord                                                      | Amichevole                                                            | -                                                                     | 80’                                                                   |
| 10-8-2011                                                             | Cardiff                                                               | Galles                                                                | 1 – 2                                                                 | Australia                                                             | Amichevole                                                            | -                                                                     | 62’                                                                   |
| 2-9-2011                                                              | Cardiff                                                               | Galles                                                                | 2 – 1                                                                 | Montenegro                                                            | Qual. Euro 2012                                                       | 1                                                                     | 83’                                                                   |
| 6-9-2011                                                              | Londra                                                                | Inghilterra                                                           | 1 – 0                                                                 | Galles                                                                | Qual. Euro 2012                                                       | -                                                                     | 68’                                                                   |
| 7-10-2011                                                             | Swansea                                                               | Galles                                                                | 2 – 0                                                                 | Svizzera                                                              | Qual. Euro 2012                                                       | -                                                                     | 81’                                                                   |
| 11-10-2011                                                            | Sofia                                                                 | Bulgaria                                                              | 0 – 1                                                                 | Galles                                                                | Qual. Euro 2012                                                       | -                                                                     | 69’                                                                   |
| 12-11-2011                                                            | Cardiff                                                               | Galles                                                                | 4 – 1                                                                 | Norvegia                                                              | Amichevole                                                            | -                                                                     | 70’                                                                   |
| 29-2-2012                                                             | Cardiff                                                               | Galles                                                                | 0 – 1                                                                 | Costa Rica                                                            | Amichevole                                                            | -                                                                     | 69’                                                                   |
| 27-5-2012                                                             | East Rutherford                                                       | Messico                                                               | 2 – 0                                                                 | Galles                                                                | Amichevole                                                            | -                                                                     | 60’                                                                   |
| 15-8-2012                                                             | Llanelli                                                              | Galles                                                                | 0 – 2                                                                 | Bosnia ed Erzegovina                                                  | Amichevole                                                            | -                                                                     | 69’                                                                   |
| 7-9-2012                                                              | Cardiff                                                               | Galles                                                                | 0 – 2                                                                 | Belgio                                                                | Qual. Mondiali 2014                                                   | -                                                                     | 72’                                                                   |
| 11-9-2012                                                             | Novi Sad                                                              | Serbia                                                                | 6 – 1                                                                 | Galles                                                                | Qual. Mondiali 2014                                                   | -                                                                     |                                                                       |
| 12-10-2012                                                            | Cardiff                                                               | Galles                                                                | 2 – 1                                                                 | Scozia                                                                | Qual. Mondiali 2014                                                   | -                                                                     | 66’                                                                   |
| 16-10-2012                                                            | Osijek                                                                | Croazia                                                               | 2 – 0                                                                 | Galles                                                                | Qual. Mondiali 2014                                                   | -                                                                     | 61’                                                                   |
| Totale                                                                |                                                                       | Presenze                                                              | 20                                                                    |                                                                       | Reti                                                                  | 1                                                                     |                                                                       |

### Statistiche da allenatore
| Stagione        | Squadra         | Campionato      | Campionato | Campionato | Campionato | Campionato | Coppe nazionali | Coppe nazionali | Coppe nazionali | Coppe nazionali | Coppe nazionali | Coppe continentali | Coppe continentali | Coppe continentali | Coppe continentali | Coppe continentali | Altre coppe | Altre coppe | Altre coppe | Altre coppe | Altre coppe | Totale | Totale | Totale | Totale | % Vittorie | Piazzamento |
| Stagione        | Squadra         | Comp            | G          | V          | N          | P          | Comp            | G               | V               | N               | P               | Comp               | G                  | V                  | N                  | P                  | Comp        | G           | V           | N           | P           | G      | V      | N      | P      | % Vittorie | Piazzamento |
| --------------- | --------------- | --------------- | ---------- | ---------- | ---------- | ---------- | --------------- | --------------- | --------------- | --------------- | --------------- | ------------------ | ------------------ | ------------------ | ------------------ | ------------------ | ----------- | ----------- | ----------- | ----------- | ----------- | ------ | ------ | ------ | ------ | ---------- | ----------- |
| ott. 2021-2022  | Cardiff City    | FLC             | 32         | 12         | 6          | 14         | FACup+CdL       | 2+0             | 0               | 1               | 1               | -                  | -                  | -                  | -                  | -                  | -           | -           | -           | -           | -           | 34     | 12     | 7      | 15     | 35,29      | Sub. 18º    |
| lug.-set. 2022  | Cardiff City    | FLC             | 10         | 3          | 2          | 5          | FACup+CdL       | 0+1             | 0               | 0               | 1               | -                  | -                  | -                  | -                  | -                  | -           | -           | -           | -           | -           | 11     | 3      | 2      | 6      | 27,27      | Eson.       |
| Totale carriera | Totale carriera | Totale carriera | 42         | 15         | 8          | 19         |                 | 3               | 0               | 1               | 2               |                    | -                  | -                  | -                  | -                  |             | -           | -           | -           | -           | 45     | 15     | 9      | 21     | 33,33      |             |

## Palmarès

### Giocatore

#### Competizioni nazionali
- FA Trophy: 2

Stevenage: 2006-2007, 2008-2009